# DRK Schwesternschaft Rheinpfalz-Saar
Die DRK Schwesternschaft Rheinpfalz-Saar e. V. ist ein gemeinnütziger Verein unter dem Dach des Deutschen Roten Kreuzes. Sie ist Ausbildungsträger zweier Schulen für Pflegeberufe sowie Träger einer Senioreneinrichtung, eines Ambulanten Dienstes und Anbieter von Wohnen mit Service. Ihre Mitglieder sind pfalzweit und im Saarland pflegerisch in Krankenhäusern, Kliniken, Hospizen und stationären wie ambulanten Pflegeeinrichtungen tätig. Schwesternschaften gehören zum ältesten Teil der Rotkreuzbewegung.

## Geschichte

### Gründung des Deutschen Roten Kreuzes
Im Jahr 1859 geriet der Schweizer Henry Dunant in Solferino zwischen kämpfende Truppen. Nach geschlagener Schlacht erkannte er entsetzt, dass es keine Hilfe für die Verletzten gab. Zusammen mit Freiwilligen aus dem Dorf organisierte Dunant die Versorgung der Menschen, unterschiedslos, welcher Seite der Kämpfenden jemand angehörte. Nach seiner Rückkehr in die Schweiz rief Henry Dunant die Rotkreuz- und Rothalbmondbewegung ins Leben, die rasch weltweit Zustimmung fand und heute die größte humanitäre Hilfsorganisation der Welt ist.
Frauenvereine waren ein wichtiges Element der Bewegung, getragen von großbürgerlichen Frauen oder Adligen. Die Rotkreuzidee bot ihnen neben dem humanitären Gedanken ein Fundament, an einer Berufsausbildung interessierten Frauen eine qualifizierte Pflegeausbildung zu ermöglichen sowie diesen unverheirateten und berufstätigen Frauen einen gesellschaftlichen Status zu geben. Die Frauen wurden in Schulen theoretisch und praktisch, in erster Linie durch Ärzte, ausgebildet. Um die Versorgung der Schwestern bei Krankheit und im Alter zu sichern, entstand 1904 der „Schwesternversicherungsverein“, heute organisiert als die betriebliche Altersvorsorge der Pensionskasse vom DRK.

### Gründung der regionalen DRK-Schwesternschaft in der Pfalz
Im Jahr 1872 wurde in München die Schwesternschaft vom Roten Kreuz gegründet, deren Rotkreuzschwestern in der Pfalz arbeiteten. 1873 schenkte die Mühlenbesitzerin Philippine Sauter aus Neustadt den Schwestern einen großzügigen Neubau, der als Asyl für Krankenpflegerinnen und als Hospiz zur Aufnahme Verwundeter genutzt werden sollte und zur ersten eigenen Außenstation in der Pfalz wurde. Durch die rasche Ausdehnung der Arbeitsfelder beschloss das Präsidium des DRK 1942, die neue Schwesternschaft Pfalz zu gründen. 1987 wurde diese mit der 1912 gegründeten Schwesternschaft Saarland zusammengelegt.

## Pflegerische Tätigkeit

### Altenheim Rotkreuzstift
Im Rotkreuzstift in Neustadt an der Weinstraße können 60 Bewohner dauerhafte Pflege und Betreuung erfahren.

### DRK-Pflege-Service
Der Ambulante Dienst der DRK Schwesternschaft Rheinpfalz-Saar e. V. hat seinen Sitz in Neustadt an der Weinstraße und bietet Haushalts- und Pflege-Service. Leistungsnehmer können Betreuungsleistungen nach § 45 SGB XI, Grundpflege, Behandlungspflege und hauswirtschaftliche Versorgung in Anspruch nehmen.

### Seniorenresidenz Neustadt
In der Seniorenresidenz stehen barrierefreie Eigentumswohnungen mit Notrufvorrichtung in unterschiedlichen Größen zur Miete zur Verfügung. Es werden verschiedene zusätzliche Leistungen angeboten.

### Angebot für an Demenz erkrankte Menschen und ihre Angehörigen
Das Angebot KaffeePause der DRK Schwesternschaft Rheinpfalz-Saar e. V. besteht in einer kurzzeitigen Betreuung durch eine Pflegefachkraft und geschulte Helfer. Dadurch werden pflegende Angehörige stundenweise entlastet. Die Kosten können ggfs. über die Pflegekassen refinanziert werden. Das Treffen findet in den Räumlichkeiten des Rotkreuzstifts in Neustadt statt und wird vom DRK-Pflege-Service organisiert.

### Trägergesellschaften
Die Schwesternschaft ist Mitgesellschafterin der gemeinnützigen DRK-Trägergesellschaft Süd-West mbH und der DRK-Krankenhaus GmbHs Rheinland-Pfalz und Saarland mit eigenen Einrichtungen der Kranken-, Kinderkranken-, Altenpflege und Geburtshilfe.

### Pflegepartnerschaften/Gestellung
Die Rotkreuzschwestern der DRK Schwesternschaft Rheinpfalz-Saar e. V. arbeiten über Gestellungsverträge in Krankenhäusern und Pflegeeinrichtungen anderer Träger in der Pfalz und im Saarland.

## Ausbildungsträgerschaft
Die DRK-Schwesternschaft ist in der Ausbildungsträgerschaft zweier Schulen für Pflegeberufe, der Pflegeschule am Krankenhaus Saarlouis vom DRK und gemeinsam mit der Alice-Schwesternschaft Mainz des Bildungszentrums für Pflegeberufe in Hachenburg am DRK-Krankenhaus Altenkirchen-Hachenburg. Bis 2020 bildeten die Schulen in Gesundheits- und Krankenpflege aus, ab 2020 kann die generalistische Ausbildung zur Pflegefachfrau bzw. -mann absolviert werden. Den gleichen Ausbildungsgang sowie eine Ausbildung zum Altenpflegehelfer bietet die Schwesternschaft mit der DRK Klinik Mettlach für Geriatrie und Rehabilitation, den Gästehäusern in Lebach, Hülzweiler, Dillingen und Wadgassen sowie dem Rotkreuzstift und dem DRK-Pflege-Service in Neustadt an der Weinstraße an. Zusätzlich bestehen Ausbildungskooperationen mit Schulen in Alzey und Kaiserslautern sowie dem Bildungszentrum für Berufe im Gesundheitswesen Neustadt/Weinstraße. Die Schwesternschaften sind insgesamt einer der größten Ausbildungsträger für Pflegeberufe in Deutschland.

## Organisation
Die DRK Schwesternschaft Rheinpfalz-Saar e. V. ist als eingetragener Verein organisiert. Sie ist eine von 31 deutschen DRK-Schwesternschaften. Zweck ist die Förderung der öffentlichen Gesundheitspflege und der Hilfeleistung für Menschen in Not. Basis des Handelns bilden die Grundsätze des Roten Kreuzes bzw. die daraus abgeleiteten Berufsethischen Grundsätze.
Die Aufnahme in die Schwesternschaft als ordentliches Mitglied ist Frauen vorbehalten, die einen Pflegeberuf ausüben und für die Schwesternschaft tätig sind. Weiterhin ist ordentliches Mitglied, wer in den Vorstand gewählt wurde und die Wahl angenommen hat. Frauen, die mit einer abgeschlossenen Berufsausbildung in anderer Weise für die Schwesternschaft tätig sind (ohne Pflegeausbildung), können als außerordentliche Mitglieder aufgenommen werden. Auch Mitglieder in Ausbildung sind außerordentliche Mitglieder, ebenso Mitglieder im Ruhestand sowie Krankenpflege- und Altenpflegehelferinnen. Alle aktiven Mitglieder haben in der jährlichen Mitgliederversammlung Stimmrecht. Sie entscheiden über die Entwicklungen der Schwesternschaft, genehmigen die Wirtschaftsplanung des Vorstandes und wählen Vorstand und Beirat.

### Vorstand
Vorstandsmitglieder können neben Vertreterinnen der Schwesternschaft auch Männer sein, etwa als stellvertretender Vorsitzender, Schatzmeister, Jurist oder Arzt. Der geschäftsführende Vorstand besteht aus der Vorsitzenden, ihren beiden Stellvertreterinnen, einem Schriftführer, dem Schatzmeister und dem Juristen. Hauptamtliche Vorstandsvorsitzende der DRK Schwesternschaft Rheinpfalz-Saar e. V. ist, folgend auf Leonore Galuschka, seit 1. September 2018 Heike Diana Wagner. Langjähriger stellvertretender Vorsitzender und Jurist ist Rechtsanwalt Klaus Zimmermann.

### Beirat
Weiteres Gremium der DRK-Schwesternschaft ist der Beirat. Beiratsmitglieder sind ehrenamtlich tätig und Ansprechpartner für die Mitglieder, sind in Angelegenheiten der Mitglieder vom Vorstand anzuhören und sind mitverantwortlich dafür, Mitglieder zu informieren. Der Beirat unterstützt die Mitglieder bei Fragen, Anliegen und Problemen. Wählbar sind alle Mitglieder, die mindestens ein Jahr Mitglied sind, mit Ausnahme derjenigen in Ausbildung.

### Selbstverständnis
Die Schwesternschaft versteht sich als ein Netzwerk, das professionell Pflegenden Rückhalt und berufliche Förderung bietet. Als überkonfessionelle Schwesternschaft sind Religionszugehörigkeit, ethnische Zugehörigkeit, Nationalität, soziale Stellung oder politische Überzeugung nicht relevant für die Mitgliedschaft. Bindend sind die Grundsätze des Roten Kreuzes und die daraus abgeleiteten berufsethischen Grundsätze: Menschlichkeit, Unparteilichkeit, Neutralität, Unabhängigkeit, Freiwilligkeit, Einheit, Universalität.
Die Mitgliedschaft ist freiwillig. Seitens der Schwesternschaft ist die Mitgliedschaft lebenslang angelegt, auch nach der aktiven Berufslaufbahn bleibt die Rotkreuzschwester Teil der Gemeinschaft. Durch umfassende Mitwirkungs- und Mitbestimmungsrechte lenken die Mitglieder die Geschicke der Schwesternschaft mit.

### Verwaltungssitz
Die Geschäftsstelle der DRK Schwesternschaft mit Verwaltung, Fortbildungsberatung, Öffentlichkeitsarbeit, Ausbildungskoordination und Qualitätsmanagement befindet sich in Neustadt an der Weinstraße.

### Auslandseinsätze und Berufspolitisches Engagement
Die DRK Schwesternschaft Rheinpfalz-Saar e. V. beteiligt sich an Auslandseinsätzen des Deutschen Roten Kreuzes bei Naturkatastrophen und in Krisengebieten und engagiert sich berufspolitisch in der Pflegekammer sowie über den Verband der Schwesternschaften im Deutschen Pflegerat und dem Trägerverband des Deutschen Bildungsrates.